# Otto Freundlich
Otto Freundlich (født 10. juli 1878 i Stolp, Pommern; død formodentlig 9./10. marts 1943 i Majdanek koncentrationslejr eller Sobibór udryddelseslejr) var en tysk maler, billedhugger og forfatter til teoretiske og filosofiske skrifter. Freundlich var en af de første repræsentanter for abstrakt kunst.
Freundlich boede med en afbrydelse i Frankrig fra 1908, og efter at være blevet udpeget som jøde (ty: 'Denunziation als Jude'), blev han deporteret til en udryddelseslejr i 1943 og myrdet dér.
| - Værker o.a. vedrørende Otto Freundlich - Komposition, 1911 - "Moderen", 1921. Berlinische Galerie - Sfæriske kroppe, 1925 - Ascension, 1929. På Maria-Euthymia-Platz i Münster - Komposition, 1932 - Min røde himmel, 1932 - Omslag til udstillingsguide - Komposition, 1939 - "Kosmischer Kommunismus" − Fra udstilling i 2017 - "Kosmischer Kommunismus" - "Kosmischer Kommunismus" - Mosaik: Menneskets fødsel Die Geburt des Menschen - Komposition, 1933-1961. Bronze, Otterlo, musée Kröller-Müller. - Tavleopslag om Entartete Kunst i Berlin - Steine an der Grenze(de). Mindesten for Otto Freundlich (En skulptursti langs den fransk-tyske grænse) |